# جون غارسيا (لاعب كرة قدم)
جون غارسيا (بالإسبانية: Jhon Elian García Sossa)‏ هو لاعب كرة قدم بوليفي في مركز الوسط، ولد في 13 أبريل 2000 في سانتا كروز دي لا سييرا في بوليفيا. شارك مع منتخب بوليفيا لكرة القدم.

## وصلات خارجية
- جون غارسيا (لاعب كرة قدم) على موقع قاعدة بيانات كرة القدم.إي يو (الإنجليزية)
- جون غارسيا (لاعب كرة قدم) على موقع ناشيونال فوتبول تيمز (الإنجليزية)
- جون غارسيا (لاعب كرة قدم) على موقع Soccerway.com (الإنجليزية)